# Fuerzas Armadas de Guinea Ecuatorial
Las Fuerzas Armadas de Guinea Ecuatorial son la institución ecuatoguineana que según la Ley Fundamental de Guinea Ecuatorial de 1991, es la encargada de garantizar la defensa nacional, soberanía, mantener el orden y la integridad territorial de esta nación de África Central.
Su jefe supremo según el artículo 39 de la constitución es el presidente de la República. El título tercero es el único capítulo de la carta magna de este país que se refiere a las funciones y organización de esta institución militar.

## Historia

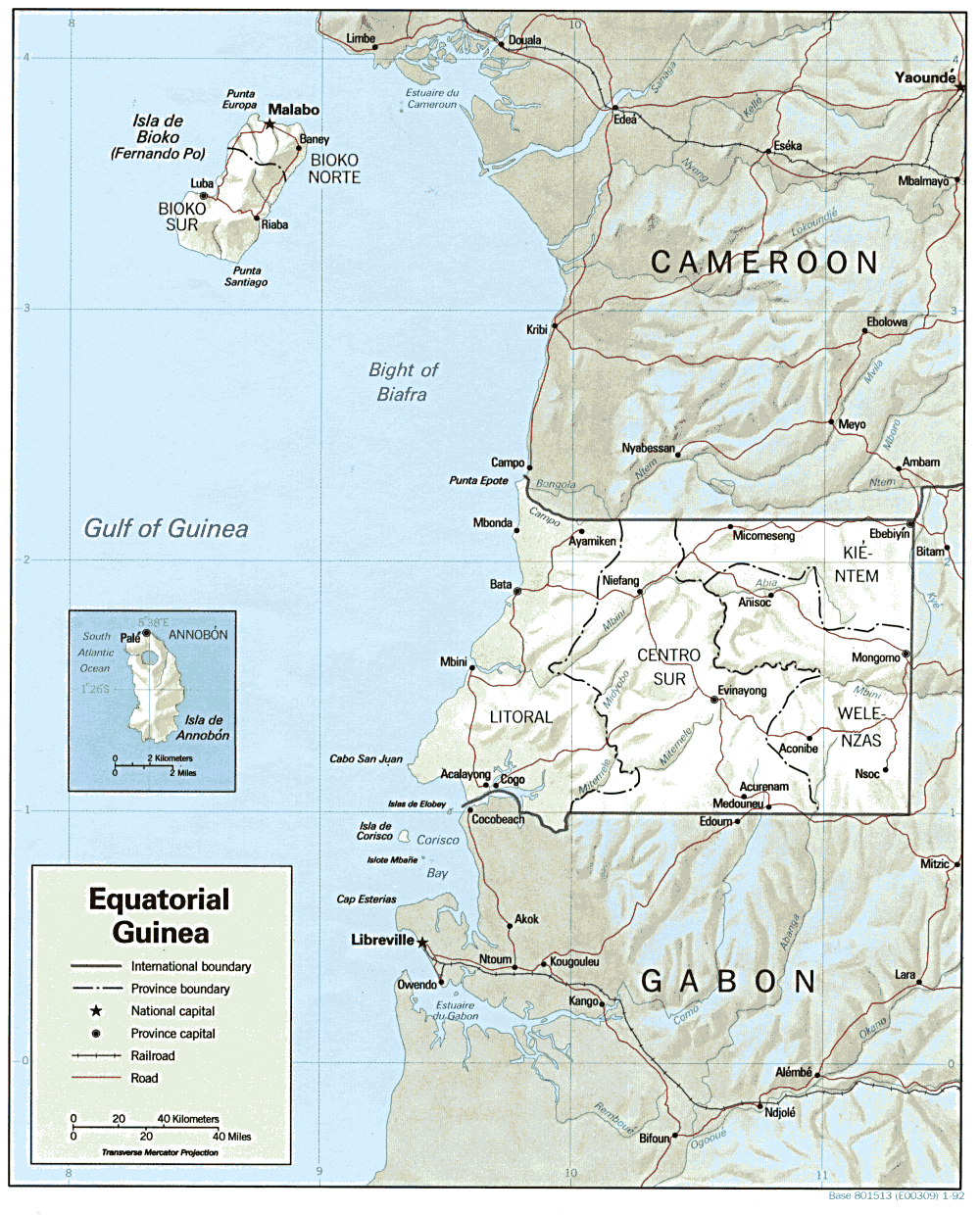
Mapa de Guinea Ecuatorial hecho por la CIA en 1992.

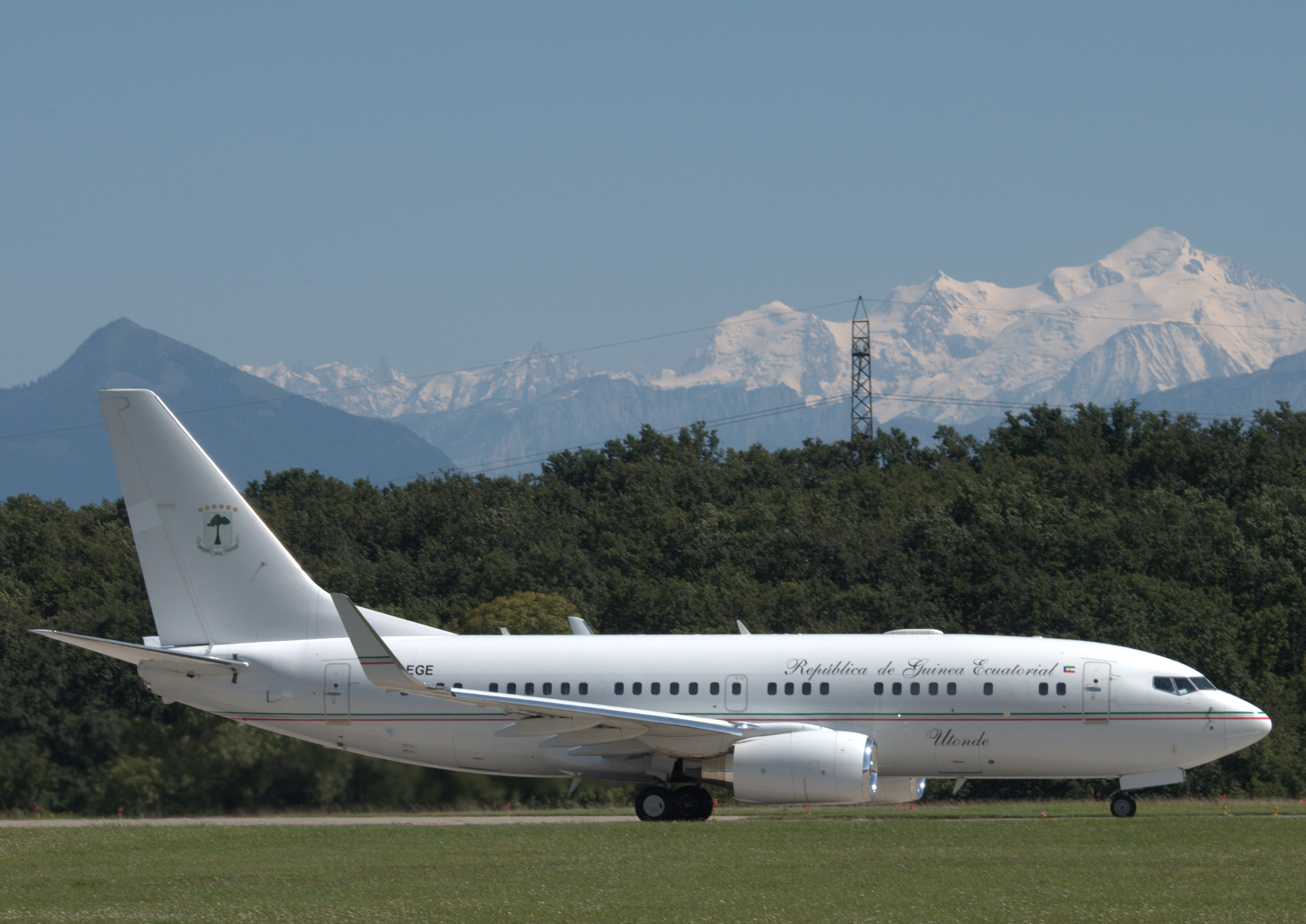
Un Boeing 737/7 utilizado por el gobierno de Guinea Ecuatorial.

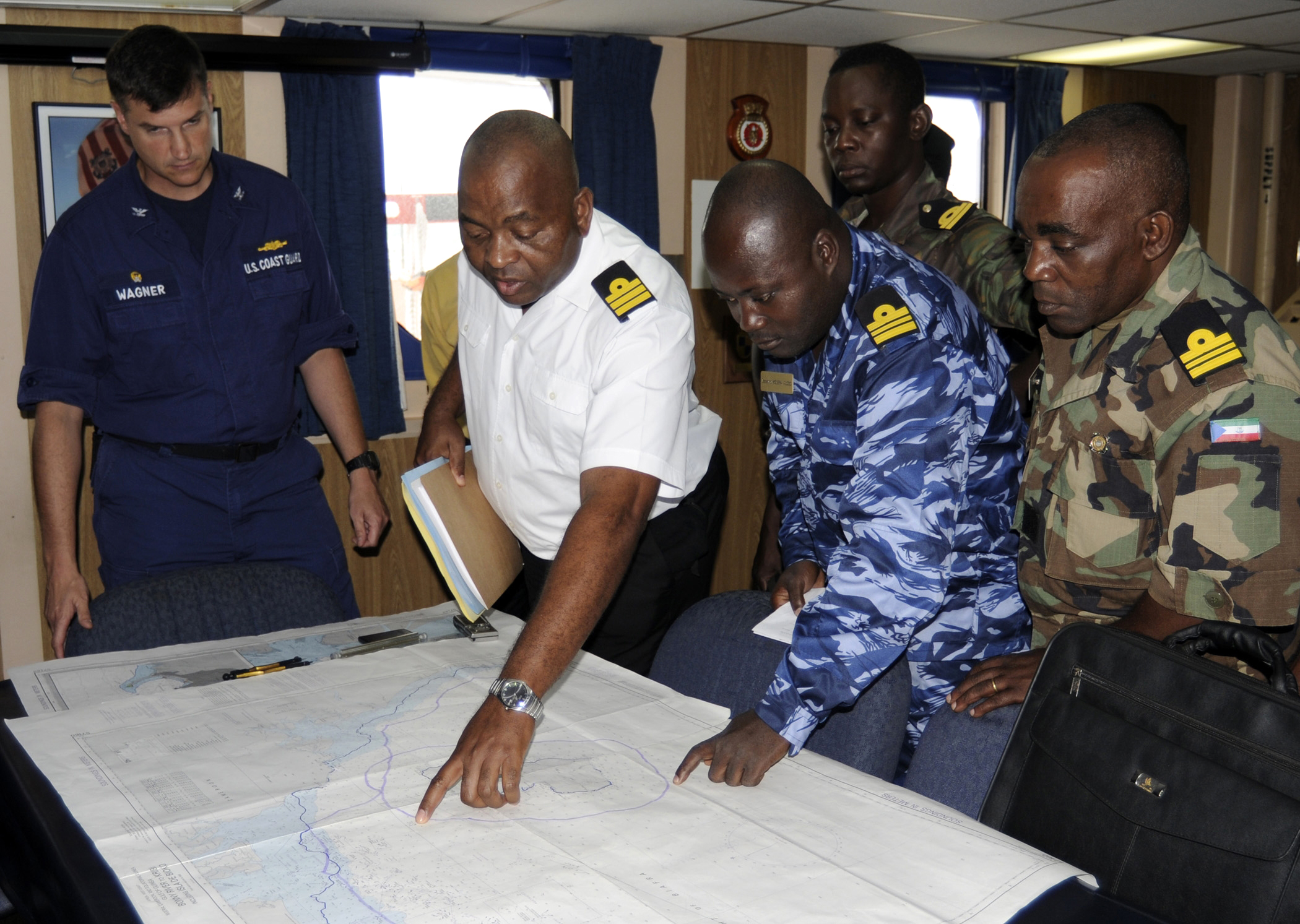
Los miembros de la Armada de Guinea Ecuatorial repasan los planes para un simulacro de embarque durante un ejercicio con la Armada de los EE. UU.

Las fuerzas militares de Guinea Ecuatorial fueron reorganizadas en 1979. Se componen de aproximadamente 2.500 miembros en servicio. El ejército tiene casi 1.400 soldados, la policía militar cerca de 400 hombres, la armada 200 miembros en servicio, y la fuerza aérea cerca de 120 miembros. También hay una Gendarmería o Guardia, pero el número de miembros es desconocido. La Gendarmería es una nueva rama del servicio en la que la formación y la educación se realizan con el apoyo de la cooperación militar francesa. En general, los militares no están bien entrenados ni equipados. Tienen sobre todo armas de pequeño calibre, rolos, y morteros. Casi ninguno de sus vehículos blindados ligeros o camiones están en funcionamiento.
En 1988, los Estados Unidos donaron una lancha patrullera de 68 pies a la Armada de Guinea Ecuatorial para patrullar su zona económica exclusiva. El barco patrulla "Isla de Bioko" ha dejado de funcionar. El compromiso militar de los EE. UU. ha estado inactivo desde 1997 (año del último intercambio de ejercicios combinados conjuntos de capacitación). Entre 1984 y 1992, los miembros del servicio iban regularmente a los Estados Unidos en el "Programa Internacional de Formación Militar", tras lo cual la financiación de este programa para Guinea Ecuatorial ha cesado. El gobierno gastó el 6,5% de su presupuesto anual en defensa en 2000 y 4,5% de su presupuesto en defensa en 2001. Recientemente, ha adquirido algunas piezas de artillería chinas, algunos barcos de patrulla de Ucrania, y algunos helicópteros de combate de Ucrania. El número de aeropuertos pavimentados en Guinea Ecuatorial es escaso, y como tal el número de aviones operados por la Fuerza Aérea es pequeño. Los ecuatoguineanos dependen de los extranjeros para operar y mantener estos equipos, ya que no están lo suficientemente capacitados para hacerlo.
Los nombramientos militares son todos supervisados por el presidente Obiang, y pocos de los milicianos nativos provienen de fuera del clan de Mongomo. Obiang era general cuando derrocó a su tío, Francisco Macías.
En 2002, un informe del Consorcio Internacional de Periodistas de Investigación señaló:

Las compañías petroleras no ven a las fuerzas armadas de Guinea Ecuatorial, producto de décadas de brutal gobierno dictatorial, con mucha confianza. Se cree que el ejército tiene sólo unos 1.320 hombres en armas, la marina 120 y la fuerza aérea 100. Siete de los nueve generales del ejército son familiares del presidente; los otros dos son de su tribu. No hay una estructura de mando clara, el nivel de disciplina es bajo y el profesionalismo y la formación son casi inexistentes, según los trabajadores petroleros locales y extranjeros. Incluso la guardia presidencial, un indicio de la falta de confianza en las fuerzas del país, está compuesta por 350 soldados marroquíes".

## Ejército de Tierra

### Vehículos

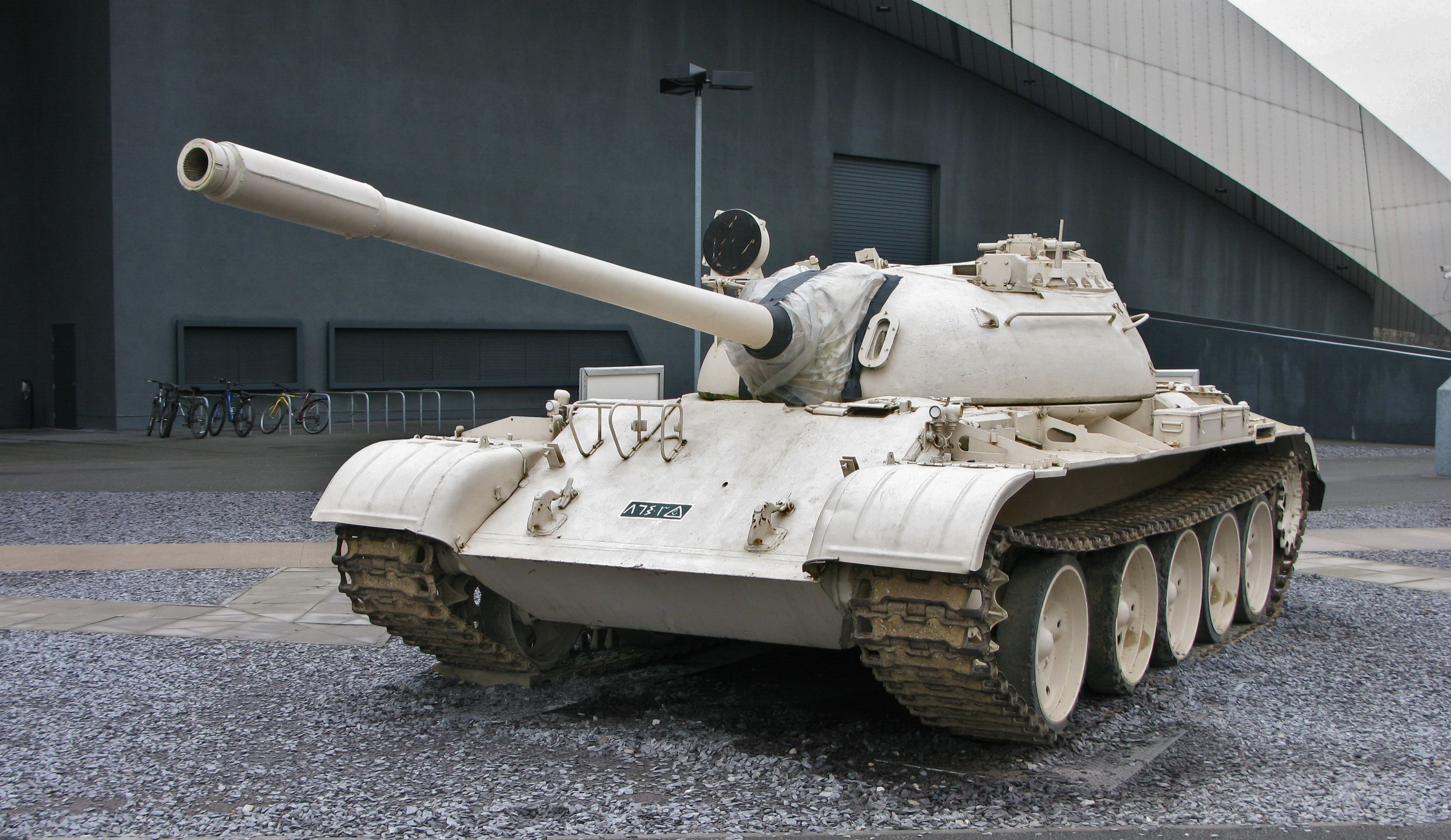
Un tanque de batalla principal T-55.

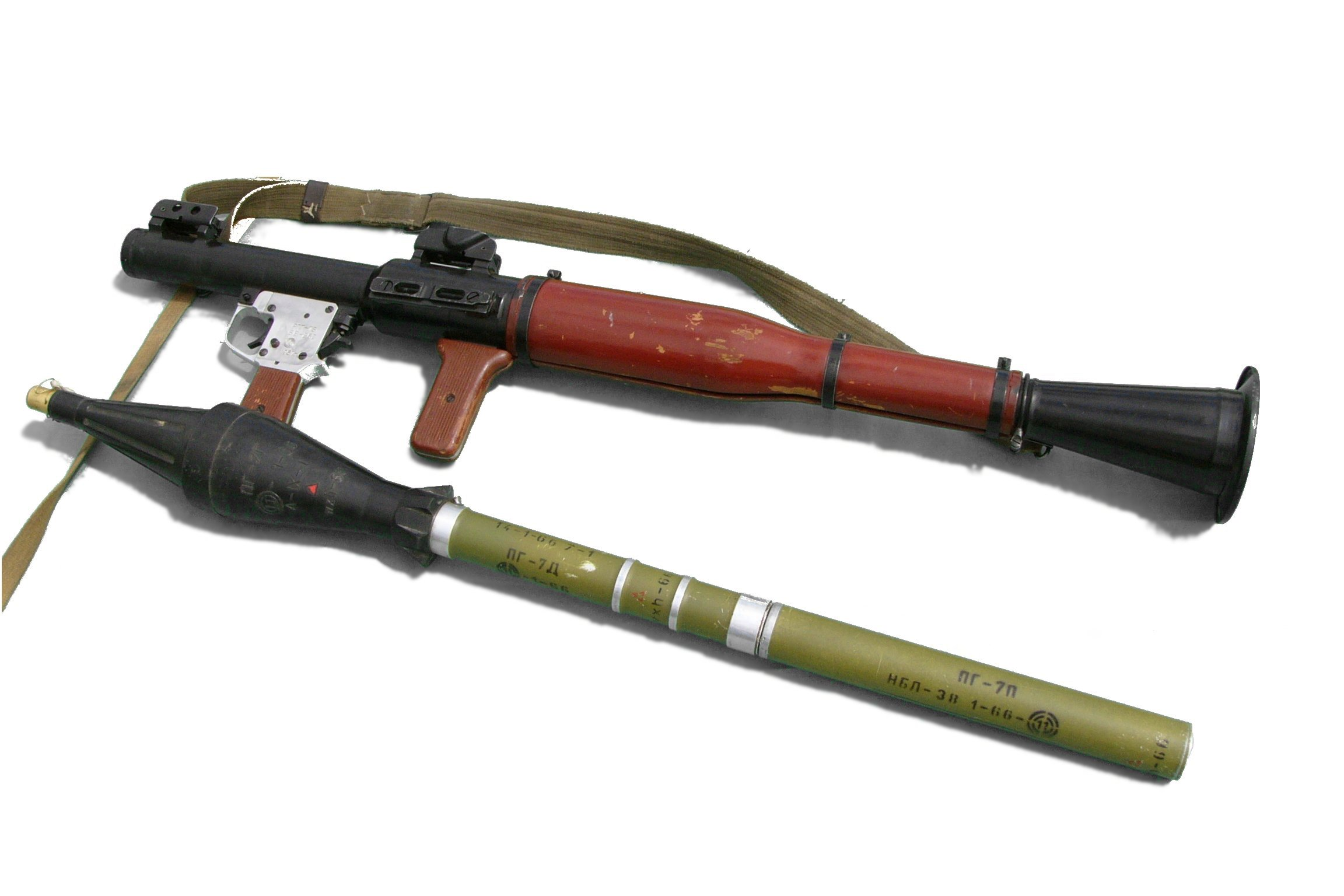
Un lanzador de granada propulsada por cohete RPG-7.

| T-55       |  | Rusia     | Tanque de batalla principal                     | 3  |  |
| BRDM-2     |  | Rusia     | Vehículo de reconocimiento blindado             | 6  |  |
| BMP-1      |  | Rusia     | Vehículo de combate de infantería               | 20 |  |
| BTR-152    |  | Rusia     | Transporte blindado de personal                 | 10 |  |
| Reva APC   |  | Sudáfrica | MRAP                                            | 25 |  |
| Pantsir-S1 |  | Rusia     | Vehículo de artillería antiaérea autopropulsada | 2  |  |

### Armas de fuego
| Nombre            | Fotografía        | Origen            | Tipo                          |
| Fusiles de asalto | Fusiles de asalto | Fusiles de asalto | Fusiles de asalto             |
| ----------------- | ----------------- | ----------------- | ----------------------------- |
| AK-47             |                   | Rusia             | Fusil de asalto               |
| AKM               |                   | Rusia             | Fusil de asalto               |
| Fusil de combate  |                   |                   |                               |
| FN FAL            |                   | Bélgica           | Fusil de combate              |
| Ametralladora     |                   |                   |                               |
| RPD               |                   | Rusia             | Ametralladora                 |
| Lanzacohetes      |                   |                   |                               |
| RPG-7             |                   | Rusia             | Granada propulsada por cohete |

## Fuerza Aérea

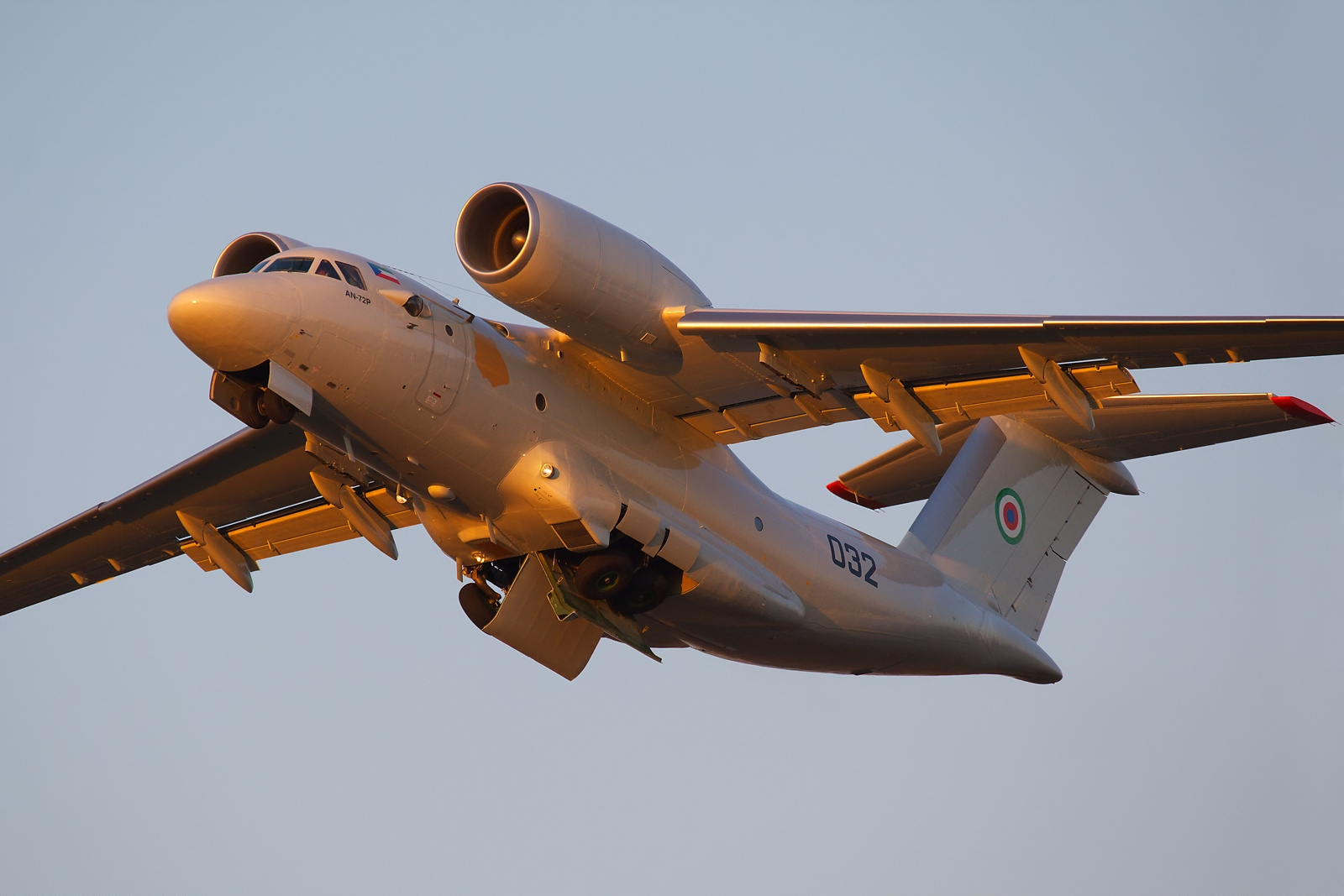
Un Antonov An-72P del ejército del aire de Guinea Ecuatorial despegando.

La Fuerza Aérea de Guinea Ecuatorial consta de siete aviones y nueve helicópteros que brindan apoyo en tierra, transporte, SAR y entrenamiento. Fue fundada en 1979 con materiales principalmente francés y español. En 2005, se entregaron 4 Su-25, incluidos 2 entrenadores de combate Su-25UB, al Cuerpo Aéreo de Guinea Ecuatorial. Se desconoce el estado actual de mantenimiento de las aeronaves. En 2015 se encargaron dos aeronaves CASA C-295 (una de transporte y una de vigilancia) para su entrega a partir de septiembre de 2016.

### Inventario actual
| Aeronave                       | Fotografía          | Origen              | Tipo                  | En servicio         |
| Aeronave de combate            | Aeronave de combate | Aeronave de combate | Aeronave de combate   | Aeronave de combate |
| ------------------------------ | ------------------- | ------------------- | --------------------- | ------------------- |
| Sukhoi Su-25                   |                     | Rusia               | Ataque                | 4                   |
| Avión de entrenamiento         |                     |                     |                       |                     |
| Aero L-39                      |                     | República Checa     | Jet entrenador        | 2                   |
| Aeronave de transporte militar |                     |                     |                       |                     |
| Antonov An-72                  |                     | Ucrania             | Transporte pesado     | 1                   |
| CASA C-295                     |                     | España              | Transporte            | 1                   |
| Helicópteros                   |                     |                     |                       |                     |
| Mil Mi-26                      |                     | Rusia               | Utilitario/Transporte | 1                   |
| Mil Mi-24                      |                     | Rusia               | Ataque                | 7                   |
| Kamov Ka-27                    |                     | Rusia               | Utilitario            | 1                   |
| Harbin Z-9                     |                     | China               | Utilitario            | 2                   |

## Armada

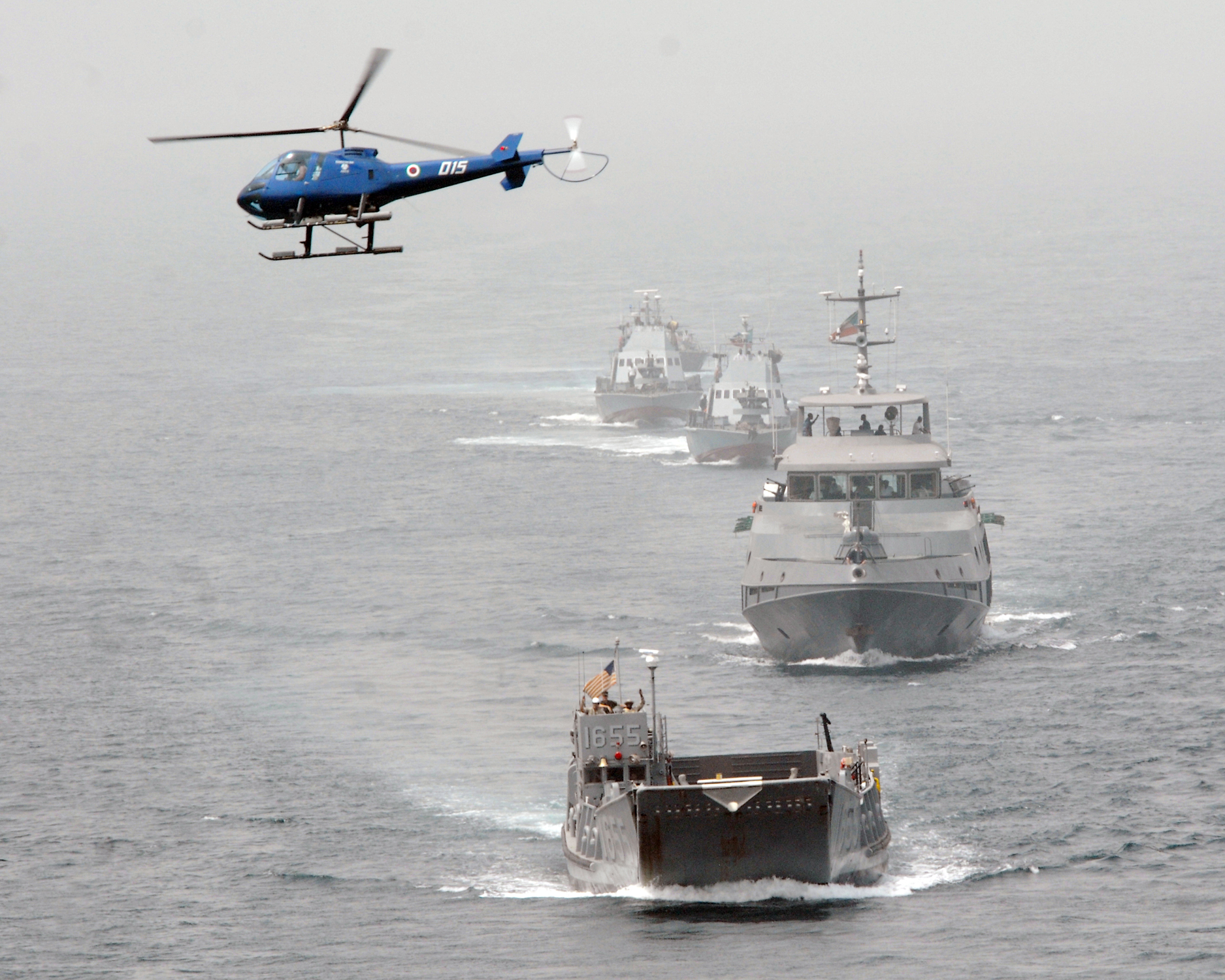
Ejercicios navales conjuntos entre Estados Unidos y Guinea Ecuatorial en las costas de Guinea Ecuatorial el 2 de febrero de 2008. Detrás de la lancha de desembarco estadounidense 1655 navegan tres patrulleros guineanos, el primero es el patrullero Daphne y los otros dos son el Isla de Corisco y el Isla de Annobon.

La Marina de Guerra de Guinea Ecuatorial protege la frontera marítima de 296 kilómetros. Su objetivo principal es proteger los activos petroleros de la nación y prevenir la piratería en el Golfo de Guinea. Las armadas rusa y estadounidense tienen ejercicios conjuntos con la armada ecuatoguineana, además del ejercicio Obangame Express en el Golfo de Guinea con otras 10 naciones. La marina también se utiliza para patrullar las islas de la bahía de Corisco, que son reclamadas tanto por Guinea Ecuatorial como por Gabón.
En julio de 2010, tras la visita del presidente brasileño Luiz Inácio Lula da Silva, se anunció el pedido de una corbeta clase Barroso. Sin embargo, a partir de 2014 no se han anunciado más noticias El 3 de junio de 2014, la fragata F073 Wele Nzas fue puesta en servicio y se convirtió en el buque insignia de la Armada.
La Armada construyó parcialmente una fragata de 107 m de largo, la F073 Wele Nzas, en el dique seco de Malabo. La fragata fue encargada el 3 de junio de 2014 por el presidente Teodoro Obiang y recibió el nombre de la provincia de Wele-Nzas. El barco fue diseñado en Mykolaiv (Ucrania) y construido en Varna (Bulgaria). El equipamiento se realizó en Malabo. El Wele Nza fue designado como el buque insignia de la Armada.
Estados Unidos donó una lancha patrullera de 68 pies, nombrado Isla de Bioko (que ya no está operativa) a la marina en 1988 para patrullar su Zona Económica Exclusiva. Los ecuatoguineanos dependen principalmente de extranjeros para operar el equipo naval que compra a los ejércitos extranjeros.
Actualmente la armada ecuatoguineana está compuesta por 1 fragata, 1 corbeta, 1 buque de desembarco y 10 patrulleras.
| Embarcación      | Origen            | Tipo                | En servicio | Notas |
| ---------------- | ----------------- | ------------------- | ----------- | --- |
| Wele Nzas (F073) | Ucrania/ Bulgaria | Fragata             | 1           | 2.500 toneladas. Diseñado en Ucrania, construido parcialmente en Bulgaria y modificado localmente, botado en febrero de 2013. |
| Bata             | Ucrania/ Bulgaria | Corbeta             | 1           | Encargado en 2012; basado en el diseño ucraniano OPV-88, construido en Bulgaria. 1.360 toneladas, cañón de 76 milímetros.     |
| Clase Sa'ar 4.5  | Israel            | Barco lanzamisiles  | 2           | Basadas en la Clase Sa'ar 4.5 de la Armada israelí. Adquiridas en 2011.                                                       |
| PV-50            | Ucrania           | Buque patrullero    | 2           | Dos buques de patrulla de alta mar ex ucranianos clase Kalkan.                                                                |
| Clase Shaldag    | Israel            | Buque patrullero    | 2           | Buque patrullero y lancha rápida de ataque desarrollada para la Armada israelí.                                               |
| Osa              | China             | Buque de desembarco | 1           | Clase Salamandra. Hecho en España, fue entregado por China en 2009.                                                           |
| Daphne           | Dinamarca         | Lancha patrullera   | 1           | Clase Daphne, construido en 1963.                                                                                             |

## Educación superior y formación
El 6 de noviembre de 2016, las Fuerzas de Defensa de Zimbabue desplegaron un contingente de entrenamiento en Guinea Ecuatorial para capacitar a los oficiales militares del país en asuntos operativos y logísticos tras una solicitud urgente del país de África Occidental. El contingente de personal de seguridad está compuesto por miembros del Ejército Nacional de Zimbabue y la Fuerza Aérea de Zimbabue.  En 2018, 28 graduados del ejército recibieron diplomas de la Academia Naval Nakhimov en Sebastopol.

## Rangos
Excolonia de España, Guinea Ecuatorial usa el escalafón militar de España.

### Ejército de Tierra
| Oficiales del Ejército de Tierra de Guinea Ecuatorial |                     |                    |                    |         |         |                  |                  |            |            |         |         |          |          |          |         |         |         |  |  |  |  |  |  |  |  |  |  |  |  |
| General de division                                   | General de division | General de brigada | General de brigada | Coronel | Coronel | Teniente coronel | Teniente coronel | Comandante | Comandante | Capitán | Capitán | Teniente | Teniente | Teniente | Alférez | Alférez | Alférez |  |  |  |  |  |  |  |  |  |  |  |  |

| Suboficiales y tropa del Ejército de Tierra de Guinea Ecuatorial |         |                  |                  |          |          |          |          |          |          |              |              |              |              |      |      |         |         |
| Brigada                                                          | Brigada | Sargento primero | Sargento primero | Sargento | Sargento | Sargento | Sargento | Sargento | Sargento | Cabo primero | Cabo primero | Cabo primero | Cabo primero | Cabo | Cabo | Soldado | Soldado |

### Marina de Guerra
| Oficiales de la Armada naval de Guinea Ecuatorial |                |                  |                  |                  |                  |                    |                    |                    |                    |                   |                   |                  |                  |                  |                    |                    |                    |  |  |  |  |  |  |  |  |  |  |  |  |
| Vice almirante                                    | Vice almirante | Contra almirante | Contra almirante | Capitán de navío | Capitán de navío | Capitán de fragata | Capitán de fragata | Capitán de corbeta | Capitán de corbeta | Teniente de navío | Teniente de navío | Alférez de navío | Alférez de navío | Alférez de navío | Alférez de fragata | Alférez de fragata | Alférez de fragata |  |  |  |  |  |  |  |  |  |  |  |  |

| Suboficiales y tropa de la Armada naval de Guinea Ecuatorial |         |          |          |          |          |          |          |              |              |              |              |      |      |          |          |
| Brigada                                                      | Brigada | Sargento | Sargento | Sargento | Sargento | Sargento | Sargento | Cabo primero | Cabo primero | Cabo primero | Cabo primero | Cabo | Cabo | Marinero | Marinero |

### Ejército del Aire
| Oficiales de las Fuerzas Aéreas de Guinea Ecuatorial |                     |                    |                    |         |         |                  |                  |            |            |         |         |          |          |          |         |         |         |  |  |  |  |  |  |  |  |  |  |  |  |
| General de División                                  | General de División | General de Brigada | General de Brigada | Coronel | Coronel | Teniente Coronel | Teniente Coronel | Comandante | Comandante | Capitán | Capitán | Teniente | Teniente | Teniente | Alférez | Alférez | Alférez |  |  |  |  |  |  |  |  |  |  |  |  |

| Suboficiales y tropas de las Fuerzas Aéreas de Guinea Ecuatorial |         |              |              |          |          |          |          |          |          |              |              |              |              |      |      |                    |                    |
| Brigada                                                          | Brigada | brigada jefe | brigada jefe | Sargento | Sargento | Sargento | Sargento | Sargento | Sargento | Cabo primero | Cabo primero | Cabo primero | Cabo primero | Cabo | Cabo | Soldado de primera | Soldado de primera |